# Michał Grymuza
Michał Wacław Grymuza (ur. 24 października 1967) – polski gitarzysta, kompozytor, producent muzyczny, muzyk sesyjny. Członek Akademii Fonograficznej ZPAV.
Absolwent Wydziału Jazzu i Muzyki Rozrywkowej Akademii Muzycznej w Katowicach.
Na przełomie lat 80. i 90. grał w zespole Róże Europy, w 1993 roku wydał z zespołem Wniebowzięci płytę (o tej samej nazwie), w którym śpiewał i grał na gitarze. W latach 1994–1995 był gitarzystą Armii. Od 1995 roku jest członkiem Woobie Doobie.
Na liście artystów, z którymi współpracował lub współpracuje, znajdują się m.in. Edyta Górniak, Kasia Kowalska, Edyta Bartosiewicz, Kayah, Robert Chojnacki, Artur Gadowski, Małgorzata Ostrowska, Maciej Silski, Mafia.
Od 2008 roku gra w zespole Mono. W latach 2009–2011 członek formacji Ocean.

## Dyskografia
z Różami Europy:
- Stańcie przed lustrami (1988)
- Krew Marilyn Monroe (1989)
- Radio Młodych Bandytów (1991)
- Ósemka (2007)

z Armią:
- Triodante (1994)

z Woobie Doobie:
- The Album (1995)
- Bootla  (2001)
- Dawne tańce i melodie (2014)

jako muzyk sesyjny / kompozytor / producent:
- Robert Janowski - Co mogę dać (1993)
- Edyta Bartosiewicz - Sen (1994)
- Edyta Górniak - Dotyk (1995), Perła (2002)
- Kayah - Kamień (1995), Zebra (1997), JakaJaKayah (2000), Stereo Typ (2003)
- Robert Chojnacki - Sax & Sex (1995)
- Ryszard Rynkowski - Kolędy (1995), Intymnie (2003)
- Shazza - Noc róży (1996)
- Kasia Nosowska - puk.puk (1996)
- Tytus Wojnowicz - Tytus – gitary (1996)
- Tytus Wojnowicz - Ocalić od zapomnienia (1996), Kolędy (1997)
- Natalia Kukulska - Puls (1997), Autoportret (1999), Natalia Kukulska (2003)
- Robert Janson - Trzeci wymiar (1997), Nowy świat (1999)
- De Su - Uczucia (1998)
- Maryla Rodowicz - Bar przed zakrętem (1998)
- Andrzej Piaseczny - Piasek (1998), Jednym tchem (2005)
- Artur Gadowski - Artur Gadowski (1998), G.A.D. (2000)
- Siedem - Siedem (1999)
- Kasia Stankiewicz - Kasia Stankiewicz (1999)
- Małgorzata Ostrowska - Alchemia (1999)
- De Mono - Play (1999), De Luxe (2001)
- Funky Filon - Autorytet (2000)
- Kasia Kowalska - 5 (2000), Antidotum (2002), Samotna w wielkim mieście (2004)
- Ewa Bem - Mówię tak, myślę nie (2001)
- Zbigniew Wodecki - Zbigniew Wodecki (2001)
- Reni Jusis - Elektrenika (2001)
- Wojciech Pilichowski - Pi (2001)
- Marcin Rozynek - Następny będziesz ty (2004)
- Hania Stach - Hania Stach (2004)
- Sylwia Wiśniewska - Dedykacja (2004)[3]
- Bracia - Zapamiętaj (2009)
- Damian Ukeje - Ukeje (2013)
- Wojtek Pilichowski - 25 Lat Koncert W Trójce (2017)[4]